# Tętnica łukowata
Tętnica łukowata (łac. arteria arcuata, ang. arcuate artery), łuk grzbietowy stopy (łac. arcus dorsalis pedis) – w anatomii człowieka tętnica kończyny dolnej. Cechuje się dużą zmiennością przebiegu, czasem nie występuje wcale. Położona jest na stopie, na grzbietowej powierzchni części bliższych kości śródstopia. Przyśrodkowo powstaje jako największa gałąź boczna tętnicy grzbietowej stopy, bocznie łączy się z tętnicą stępową boczną. Ku tyłowi tętnica łukowata oddaje gałęzie do sieci grzbietowej stępu, a ku przodowi większość tętnic grzbietowych śródstopia, które rozdwajają się na tętnice grzbietowe palców.